# Callithomia butes
Callithomia butes är en fjärilsart som beskrevs av Frederick DuCane Godman och Osbert Salvin 1898. Callithomia butes ingår i släktet Callithomia och familjen praktfjärilar. Inga underarter finns listade i Catalogue of Life.